# 사마에게
《사마에게》(아랍어: برای سماء, 영어: For Sama)는 시리아 내전을 취재한 2019년작 다큐멘터리 영화이다. 시리아인 시민기자 와드 알카팁(가명)이 내전 중 알레포에서 벌어진 5년간의 일을 촬영하여 기록한 작품이다. 필름 안에서 와드는 친구이자 의사인 함자와 결혼하여 딸 사마를 낳고, 전장 속에서 딸을 키운다. 그녀는 '우리가 무엇을 위해 싸웠는지 알아주길 바란다. 시리아의 참상은 지나간 역사가 아니라 현재 진행 중'이라고 말했다. 2019년 3월 SXSW에서 공개되었으며, 2019년 칸 영화제에서 최우수 다큐멘터리상을, 제73회 영국 아카데미 영화상 다큐멘터리상을 수상했다.

## 출연
- 와드 알카팁
- 사마 알카팁
- 함자 알카팁

## 기타
- 수입, 배급사 :  (주)엣나인필름

## 수상 목록
- 2019년 제72회 칸영화제 초청 특별상영
- 2019년 제32회 시카고 비평가 협회상 후보 다큐멘터리상
- 2019년 제56회 금마장 후보 서프라이즈 필름
- 2019년 제68회 멜버른 국제 영화제 초청 다큐멘터리부문
- 2019년 제32회 유럽영화상 수상 유러피안 다큐멘터리상 (와드 알카팁 외 1명)
- 2019년 제39회 하와이 극제 영화제 후보 다큐멘터리 부문, 필름 포 소트
- 2019년 제20회 뉴포트비치 영화제 후보 장편 다큐멘터리 부문, 수상 심사위원 다큐멘터리상(와드 알카팁 외 1명)
- 2019년 제11회 DMZ국제다큐멘터리영화제 초청 글로벌비전
- 2019년 제37회 뮌헨 국제영화제 초청 국제 인디펜던트 부문, 수상 바이에른 2 관객상(와드 알카팁 외 1명)
- 2019년 제32회 암스테르담 국제다큐멘터리 영화제 초청 베스트 오브 페스트, 수상 관객상(와드 알카팁 외 1명)
- 2019년 제15회 취리히 영화제 후보 보더 라인스
- 2019년 제35회 로스앤젤레스 아시안 퍼시픽 영화제 수상 심사위원대상 - 국제다큐멘터리 경쟁(와드 알카팁 외 1명)
- 2020년 제92회 미국 아카데미 시상식 후보 장편다큐멘터리상
- 2020년 제73회 영국 아카데미 시상식 후보 Outstanding Debut, 외국어영화상, 작품상, 수상 다큐멘터리상(와드 알카팁 외 1명)
- 2020년 제40회 런던 비평가 협회상 후보 영국필름메이커상, 수상 다큐멘터리 작품상(와드 알카팁 외 1명)
- 2020년 제43회 예테보리국제영화제 후보 5대륙, 다큐멘터리

## 같이 보기
- 알레포 전투 (2012년~2016년)